# Косово (Свецький повіт)
Косово (пол. Kosowo) — село в Польщі, у гміні Швеці Свецького повіту Куявсько-Поморського воєводства.
Населення — 211 осіб (2011).
У 1975-1998 роках село належало до Бидгощського воєводства.

## Демографія
Демографічна структура станом на 31 березня 2011 року:
|          | Загалом | Допрацездатний вік | Працездатний вік | Постпрацездатний вік |
| -------- | ------- | ------------------ | ---------------- | -------------------- |
| Чоловіки | 115     | 25                 | 80               | 10                   |
| Жінки    | 96      | 13                 | 62               | 21                   |
| Разом    | 211     | 38                 | 142              | 31                   |